# Alasangker
Alasangker is een bestuurslaag in het regentschap Buleleng van de provincie Bali, Indonesië. Alasangker telt 4381 inwoners (volkstelling 2010).